# Euchlanis dapidula
Euchlanis dapidula is een raderdiertjessoort uit de familie Euchlanidae. De wetenschappelijke naam van deze soort is voor het eerst geldig gepubliceerd in 1966 door Parise.